# Ghanem al-Dosari

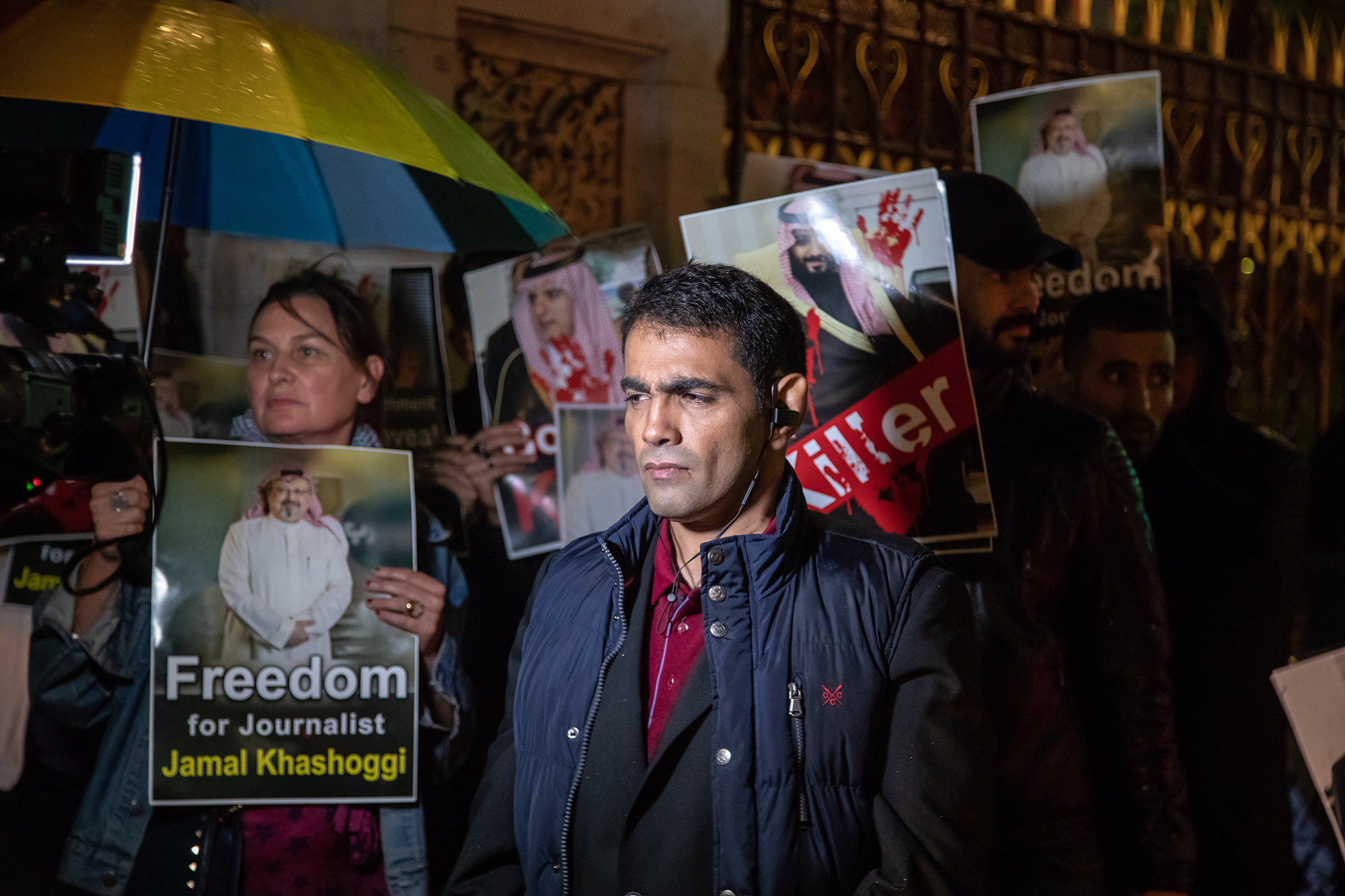
Ghanem al-Dosari in London (2018)

Ghanem Humood Faraj al-Dosari (arabisch غانم حمود فرج الدوسري, DMG Ġānim Ḥumūd Faraǧ ad-Dausarī, geboren am 16. Mai 1980 in Layla) ist ein saudi-arabischer Menschenrechtsaktivist und Satiriker. Er lebt im Exil in London und kritisiert von dort aus via Twitter und YouTube das saudische Herrscherhaus und deren totalitäres Regime.
Überregionale Bekanntheit erlangte er durch seine Talk-Show, die Ghanem Show, die seit 2015 von Millionen Menschen im arabischen Raum gesehen wird.

## Leben
Im Jahr 2003 ging al-Dosari nach London. Er nutzte lange Zeit als primäres Kommunikationsmittel den Nachrichtendienst Twitter. 457.000 Menschen zählen zu seinen regelmäßigen Lesern.
Seit 2015 ist auf YouTube die Ghanem Show abrufbar. Mit Mitteln des schwarzen Humors kritisiert er das Herrscherhaus der Saud, insbesondere den König und dessen Kronprinzen. Die Satiren über das Königshaus werden in der besonders Sektion Fadfada vorgetragen und beinhalten regelmäßig auch "geheime Nachrichten aus dem Inneren der Herrscherfamilie". Dazu hat er die Figuren "Salmanco" und "al-Dub al-Dasher" kreiert. al-Dosari hat für 15. September 2017 zu weitreichenden Demonstrationen aufgerufen.
Er wurde und wird regelmäßig attackiert, verbal von Personen, die dem Königshaus nahestehen oder im Dienst der Saud stehen, physisch im Herbst 2018, als ihn zwei Männer in London angriffen und gleichzeitig den Namen des Kronprinzen riefen.